# Nybo, Skövde kommun
Nybo är en småort i Värsås socken i Skövde kommun belägen cirka 2 km norr om Värsås.

## Historia
Nybo växte upp under mitten av 1900-talet kring den industriverksamhet som 1938 startades av Hans W. Säll och som 1945 utvecklades till Nybo möbelindustri. Innan dess bestod bebyggelsen endast av ett fåtal torp.

## Samhället
I Nybo finns en branddamm, men som under sommarhalvåret bedrivs som poolanläggning.